# Ла Лука (Фрозиноне)
Ла Лука је насеље у Италији у округу Фрозиноне, региону Лацио.
Према процени из 2011. у насељу је живело 561 становника. Насеље се налази на надморској висини од 253 м.